# 라데온 R200 시리즈
라데온 R200(코드이름 Chaplin)은 ATI 테크놀로지스사에서 출시한 라데온 그래픽스 칩의 2세대 모델이다. 이 모델은 엔비디아와 본격적으로 경쟁에 돌입하게 되었다.
다이렉트3D 8.0, 오픈지엘 1.3을 기반으로 3차원 가속을 지원하며 라데온 R100 디자인에 비해 성능이 크게 개선되었다. 프로세서에는 2차원 GUI 가속, 비디오 가속, 다중 디스플레이 출력을 포함한다. R200은 GPU 2세대의 개발 코드이름을 가리킨다.

## 그래픽 칩셋

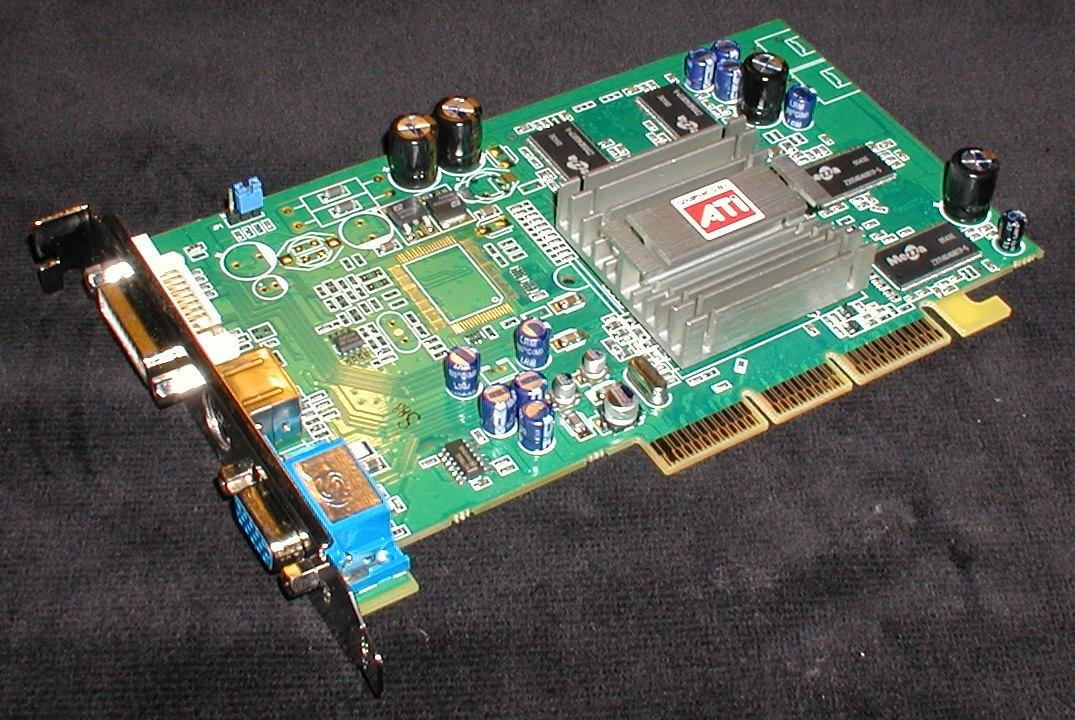
9250 시리즈

이 칩셋을 사용한 그래픽 카드들은 라데온 8500 - 9250 시리즈를 가리킨다. 2001년 말에 출시되었다.
- 시장 진입 수준의 카드: 9200SE
- 일반 수준의 카드: 9000, 9200, 9250, 8500LE/9100
- 하이엔드 카드: 8500

## 메인보드 칩셋
- 지원 CPU: 펜티엄 M, 펜티엄 4-M
- 지원 소켓: 소켓 478, 소켓 479

### 데스크톱/모바일 칩셋
- 퍼포먼스: 9100 Pro IGP
- 메인스트림: 9000/9100 IGP
- 밸류: 9000 Pro IGP

### 기타
- 출시일: 2003년 6월 23일
- 이전 칩셋: 라데온 300/모빌리티 라데온 7000 시리즈 IGP
- 이후 칩셋: 라데온 Xpress 200

## 같이 보기
- ATI 테크놀로지스